# Lo sparviero dei Caraibi
Lo sparviero dei Caraibi è un film del 1962 diretto da Piero Regnoli.

## Trama
1550: una nave inviata in una colonia penale spagnola nei Caraibi affonda con tutti i suoi prigionieri spagnoli. Juan Olivares e alcuni prigionieri riescono ad arrivare a riva su un'isola vicina.